# BKK B. Braun Aesculap
Die BKK B. Braun Aesculap ist eine deutsche Betriebskrankenkasse mit Sitz in Melsungen. Sie steht nur Mitarbeitern des B. Braun Konzerns und deren Familienangehörigen (Ehegatten und Kinder, die aus der Familienversicherung ausscheiden) offen.
Zum 1. Januar 2020 erfolgte die Gründung durch die Vereinigung der BKK Aesculap mit der Betriebskrankenkasse B. Braun Melsungen AG.
Bereits 1870 wurde eine „Hilfskasse“ für die Mitarbeiter der Aesculap-Werke, die ein Tochterunternehmen der B. Braun Melsungen AG sind, und deren Familien von Gottfried Jetter gegründet. Die BKK B. Braun Melsungen AG wurde am 1. Juli 1923 durch Carl Braun gegründet.